# Équipe d'Irak féminine de football
Cet article traite de l'équipe féminine. Pour l'équipe masculine, voir Équipe d'Irak de football.
Maillots
L'équipe d'Irak féminine de football est l'équipe nationale qui représente l'Irak dans les compétitions internationales de football féminin. Elle est gérée par la Fédération d'Irak de football.

## Histoire
L'Irak joue son premier match officiel le 19 octobre 2010 contre la Jordanie, pour une défaite sur le score de 20 à 0. 
Les Irakiennes n'ont jamais participé à une phase finale de compétition majeure de football féminin, que ce soit la Coupe d'Asie, la Coupe du monde ou les Jeux olympiques.